# Виндзор
Ви́ндзор (англ. Windsor [ˈwɪnzər]) — небольшой город (королевское боро) в графстве Беркшир, на правом берегу реки Темзы, в 34 км западнее Чаринг-Кросса (Лондон). Здесь находится летняя резиденция английских королей (Виндзорский замок).

## История
Впервые о городе упоминается в Англосаксонской хронике. Его название происходит от староанглийского названия Windles-ore, или «изогнутый речной берег». Изначально город носил название Новый Виндзор (Нью-Виндзор), в то время как под названием Виндзор была известна деревня, расположенная более чем в трёх километрах от современного города (сейчас она носит название Старый Виндзор (Олд-Виндзор)), где находился замок саксонских королей. При правлении короля Генриха I королевский двор был перемещён на три мили вверх по течению реки. Виндзорский замок впервые упоминается в «Книге Страшного суда». Замок был выстроен из камня в 1170 году. С 1172 года известен Виндзорский мост, соединивший город с расположенным на противоположном берегу Итоном и считающийся одним из самых древних построенных на Темзе. В то время строительство мостов было достижением, и наличие собственной переправы внесло большой вклад в развитие города и укрепило его влияние.
Новый Виндзор как собственность короны изначально был привилегированным поселением, освобожденным от королевских налогов. С начала XIII столетия город имел свою торговую гильдию при королевском покровительстве и вскоре стал главным городом графства. Король Эдуард I в 1277 году особым указом окончательно закрепил за Виндзором статус королевского боро и формально подтвердил имевшиеся у него привилегии.
Новый Виндзор играл ведущую роль в Средневековье, к 1332 став одним из пятидесяти самых богатых городов Англии. Постоянные капиталовложения в развитие замка привлекли в город лондонских торговцев: ювелиров, виноделов, бакалейщиков и галантерейщиков — что обеспечило горожанам новые рабочие места. Перестройка и расширение замка при Эдуарде III (1350—1368) были крупнейшим строительным проектом в средневековой Англии, и многие жители Виндзора были заняты в нём. В 1348 Черная смерть сократила население города почти вдвое, однако строительные проекты Эдуарда III поспособствовали притоку населения из других районов Англии и из континентальной Европы, и быстрому восполнению городского населения. Те времена были периодом бума для местной экономики.
Переустройство замка продолжалось и в XV веке. Виндзор стал главным местом паломничества, в первую очередь, для жителей Лондона. Паломники приезжали, чтобы прикоснуться к могиле Генриха VI, прах которого был перенесён в Капеллу святого Георгия в 1484 году, и фрагменту Истинного Креста, а также посетить колледж в Итоне. Паломники приходили с немалыми суммами и тратили их в городе. Чтобы расселить всех паломников, число гостиниц в Виндзоре всего за век выросло с трёх до тридцати. Город стал очень богатым. Для лондонских паломников Виндзор некоторое время превосходил по важности Кентербери и мощи Томаса Бекета, но с приближением Реформации поток паломников стал снижаться. В 1547 году в усыпальнице Святого Георгия был похоронен Генрих VIII, основатель Англиканской церкви.

### Правление Тюдоров и Стюартов
Город начал застраиваться спустя приблизительно десять лет после Реформации. Замок считали воплощением старой Англии, а прежние святыни стали именовать суевериями. Большинство сообщений из исторических хроник говорит о Виндзоре в XVI и XVII столетии как о бедном городе с обветшавшими улицами и ужасными условиями проживания. Город и его окрестности становятся местом действия пьесы Уильяма Шекспира «Виндзорские насмешницы».
Во время Английской революции город занимал полковник Венн, оставивший его в 1645 году. Несмотря на зависимость от короля, Виндзор, как и многие коммерческие центры, попал под власть круглоголовых. В 1649 году здесь был похоронен казнённый Карл I.
Сокращение числа старых зданий в этот период говорило о готовности к новому строительству с приходом к власти Карла II, но следующие правители не обращали внимания на город, новые здания не были построены, и он оставался в упадке до XIX века.

### Георгианская и Викторианская эпохи
Короли вернулись в Виндзор в 1778 году, при Георге III. Были построены две армейские казармы, но присутствие солдат создало новую проблему — масштабную проституцию.
Значительное обновление замка, ставшего с 1840 года резиденцией королевы Виктории, и строительство двух ветвей железных дорог обозначили начало самого яркого периода в истории города. Город быстро превратился из сонного средневекового городка в центр современной империи. На протяжении XIX века в Виндзоре побывали многие главы европейских государств. Однако чрезмерная перестройка Виндзора привели к разрушению старого города, в том числе утрате в 1820 году приходской церкви Иоанна Крестителя, построенной в 1135 году.

### Современный период
Большинство улиц современного Виндзора спланированы в XIX веке. Однако главная улица, Пискод-стрит, сохранилась с древних времён, на несколько лет предшествуя по возрасту Виндзорскому замку (первое упоминание в 1170 году). Замок, в свою очередь, является крупнейшим в Европе и рекордсменом по сроку проживания в нём владельцев.
После начала Первой мировой войны королевская династия Великобритании, имевшая немецкое происхождение, из патриотических соображений сменила название с Саксен-Кобург-Готской на Виндзорскую.
Новый Виндзор был официально переименован в Виндзор в 1974 году.

## Достопримечательности
Главной достопримечательностью города является Виндзорский замок — летняя резиденция английских монархов и самый большой в мире обитаемый замок уже более 900 лет. Первая крепость здесь появилась в XI веке, но современный облик дворец приобрел в XIX веке. Реставратором дворца был знаменитый британский архитектор Джеффри Уайтвилл.

Второй немаловажной достопримечательностью является здание Виндзорской ратуши.